# Renée van Laarhoven
Pour les articles homonymes, voir van Laarhoven.
Renée van Laarhoven née le 15 octobre 1997, est une joueuse de hockey sur gazon néerlandaise. Elle évolue au poste de défenseure au SCHC et avec l'équipe nationale néerlandaise.

## Carrière
Elle a fait ses débuts en équipe première en novembre 2018 à Changzhou lors du Champions Trophy 2018,.

## Palmarès
- : 1re au Champions Trophy 2018[4]
- : 1re à la Ligue professionnelle 2019
- : 1re à la Ligue professionnelle 2020-2021
- : 2e à la Ligue professionnelle 2021-2022